# Chassy (Cher)
Chassy é uma comuna francesa na região administrativa do Centro, no departamento de Cher. Estende-se por uma área de 17,76 km². Em 2010 a comuna tinha 244 habitantes (densidade: 13,7 hab./km²).